# Port lotniczy Biarritz
Port lotniczy Biarritz (IATA: BIQ, ICAO: LFBZ) – port lotniczy położony 5 km na południowy wschód od Biarritz, w pobliżu Bajonny i Anglet, w regionie Akwitania, we Francji.

## Statystyki
Zobacz zapytanie i odniesienia źródłowe Wikidata o wartości.

## Linie lotnicze i połączenia
| Linia lotnicza                | Kierunek |
| ----------------------------- | --- |
| Air France                    | 1. Lyon 2. Paryż-Charles de Gaulle Sezonowo: 1. Ajaccio 2. Brest-Bretagne 3. Genewa 4. Lille 5. Marsylia 6. Nicea |
| EasyJet                       | 1. Paryż-Charles de Gaulle Sezonowo: 1. / Bazylea/Miluza/Fryburg 2. Londyn-Gatwick 3. Lyon 4. Nicea               |
| Edelweiss Air                 | Sezonowo: 1. Zurych                                                                                               |
| Lufthansa                     | Sezonowo: 1. Frankfurt 2. Monachium                                                                               |
| Luxair                        | Sezonowo: 1. Luksemburg                                                                                           |
| Ryanair                       | 1. Bruksela-Charleroi 2. Londyn-Stansted Sezonowo: 1. Dublin 2. Kolonia/Bonn                                      |
| Scandinavian Airlines System  | Sezonowo: 1. Kopenhaga 2. Sztokholm-Arlanda                                                                       |
| Swiss International Air Lines | Sezonowo: 1. Genewa                                                                                               |
| Transavia.com                 | 1. Paryż-Orly Sezonowo: 1. Marsylia (od 12 kwietnia 2024)                                                         |
| Volotea                       | Sezonowo: 1. Marsylia 2. Strasburg                                                                                |